# Claude-François Lambert
Claude-François Lambert est un littérateur français né à Dole vers 1705 et mort à Paris en 1765. 
Il entra dans l’ordre des jésuites, qu’il quitta bientôt pour se rendre à Paris. Là, forcé de vivre avec le produit de sa plume, il se mit aux gages des libraires, écrivit un grand nombre de compilations, puis il devint curé de Saint-Étienne, près de Rouen ; mais la vie de campagne ne pouvait convenir aux goûts de Lambert, qui revint à Paris et y mourut dans la misère et l’oubli. 
C’était un homme d’un caractère mobile, extrêmement gai et facétieux. Il avait de l’érudition, des connaissances variées, mais son style est négligé. 

## Œuvres
Parmi le très grand nombre d’ouvrages qu’il a publiés, presque tous sous le voile de l’anonyme, nous citerons : 
- Mémoires et aventures d’une dame de qualité (1739, 3 vol.);
- le Nouveau Protée ou le Moine aventurier (1740);
- la Nouvelle Marianne (1740, in-12), etc.
- le Nouveau Télémaque ou Mémoires du comte de *** (1741, 3 vol.);
- l’Infortunée Sicilienne (1742, 2 vol.) ;
- Recueil d’observations curieuses sur les mœurs, les coutumes, les arts, etc., des différents peuples de l’Asie, de l’Afrique et de l’Amérique (1749, 2 vol.) ;
- Histoire générale de tous les peuples du monde (1730, 15 vol. in-12);
- Histoire littéraire du règne de Louis XIV (1751, 3 vol. in-4°) ;
- Bibliothèque de physique et d’histoire naturelle (1756,6 vol.) ;
- la Vertueuse Sicilienne (1759, in-12) ;